# Tadeusz Eugeniusz Łobos
Tadeusz Eugeniusz Łobos (ur. 2 czerwca 1900 w  Nowym Targu, zm. 16 czerwca 1975 w Katowicach) – polski architekt, członek SARP O. Katowice, którego był jednym z założycieli, a następnie prezesem.

## Życiorys
Absolwent Wydziału Architektonicznego Politechniki Lwowskiej (1924). Uczelnię ukończył z wynikiem bardzo dobrym, a pracą dyplomową był projekt domu mieszkalnego z pracownią. Po studiach przeprowadził się na Śląsk. W latach 30. mieszkał w Katowicach, w magistrackiej kamienicy przy ul. Sienkiewicza 9.
Był pracownikiem: biura budowlanego Wydziału Robót Publicznych przy Urzędzie Województwa Śląskiego (1924-26), Biura Rozbudowy m. Katowic w Zarządzie Miejskim (1926-39) oraz kierownikiem Wydziału Budownictwa i Architektury w Zarządzie Miejskim Katowic (1945-49). Pracował jako projektant w biurze Miastoprojekt w Katowicach (1949-1972).
Był członkiem Polskiego Stowarzyszenia Inżynierów i Techników Województwa Śląskiego. W latach 1959–1961 piastował funkcję prezesa.

Pochowany został na cmentarzu przy ul. Henryka Sienkiewicza w Katowicach. 

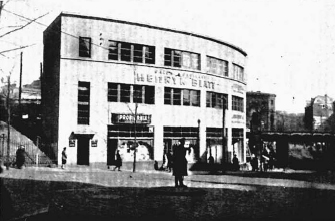
Nieistniejący awangardowy (modernizm) budynek przy ulicy Tadeusza Kościuszki 1 (lata trzydzieste XX wieku) projektu Tadeusza Łobosa

## Wybrane projekty architektoniczne i konkursy
- Kościół Opatrzności Bożej na Zawodziu – 1930
- Gmach Polskiego Radia w Katowicach – 1937-38
- Rozgłośnie radiowe we Lwowie, Łucku, Wilnie, Brynowie, Mysłowicach Brzezince, Baranowiczach[6]
- Kościół parafialny w Katowicach-Bogucicach[7]
- Budynek biurowy Centrostalu w Katowicach
- Budynek biurowy Ergu w Katowicach
- Budynek biurowy Miastoprojektu Katowice
- Osiedle mieszkaniowe przy sanatorium na Kubalonce w Istebnej
- Hotel Katowice w Katowicach – 1965
- Hotel Silesia w Katowicach (nagroda MBiPMB) – 1970
- Hotel Rzeszów w Rzeszowie – 1966-72 (obecnie wyburzony)
- Awangardowe budynki mieszkalno-usługowe w Katowicach (ulica Tadeusza Kościuszki 1a i Tadeusza Kościuszki 1)[8][9]
- Konkurs na projekt gmachu Ministerstwa Robót Publicznych i Banku Gospodarstwa Krajowego w Warszawie (współautor Władysław Schwarzenberg-Czerny) – 1927
- Konkurs na projekt Rozgłośni Polskiego Radia w Warszawie (współautorzy: Jerzy Chudzik, Jan Głuch) – II nagroda – 1958[10]

## Odznaczenia
- Krzyż Oficerski Orderu Odrodzenia Polski;
- Złoty Krzyż Zasługi;
- Srebrna Odznaka SARP;
- Laureat Nagrody Wojewódzkiej – 1964.